# Vals-les-Bains
Vals-les-Bains là một xã ở tỉnh Ardèche, vùng Rhône-Alpes ở đông nam nước Pháp.